# Heinz Grießmann
Heinz Grießmann (* 17. September 1909 in Königs Wusterhausen; † 16. November 1988 in Neumünster) war ein deutscher Chirurg und Urologe.

## Leben
Grießmanns Vater war der Ingenieur Arno Grießmann, der spätere Generaldirektor der Krupp-Werke Magdeburg, seine Mutter eine geborene Seiler. Grießmann studierte ab 1928 Medizin an der Philipps-Universität Marburg. Das Corps Teutonia Marburg recipierte ihn am 2. Februar 1929. Als Inaktiver wechselte er an die Ludwig-Maximilians-Universität München und die Universität Leipzig. Nach dem Staatsexamen wurde er 1933 in Leipzig zum Dr. med. promoviert. Die weitere Ausbildung durchlief er in Magdeburg, als Assistenzarzt an der Universität Leipzig (am Pathologischen und Physiologischen Institut), ab 1936 an der Chirurgischen Universitätsklinik Gießen und Kiel. In Kiel wurde er 1939 Oberarzt bei Wilhelm Fischer. Im Jahr 1934 heiratete er Ruth Möbes. Von 1939 bis 1942 diente er bei der Wehrmacht, zuletzt als Oberarzt der Reserve. Seit 1942 Dozent für Chirurgie und Urologie, wurde er 1947 von der Christian-Albrechts-Universität zu Kiel zum außerplanmäßigen Professor ernannt. Von 1950 bis 1971 war er Chefarzt der Chirurgischen Abteilung vom Städtischen Krankenhaus Neumünster. 1964 war er Vorsitzender der 63. Tagung der Vereinigung Nordwestdeutscher Chirurgen. Grießmann publizierte über 150 fachwissenschaftliche Arbeiten. Er war Mitglied der Rotarier. Verwitwet heiratete er 1978 Hildegard Krey. Heinz Grießmann hat drei Kinder.

## Veröffentlichungen (Auswahl)
- Pankreasfermentschädigungen am extrahepatischen Gallensystem und der Leber. In: Deutsche Zeitschrift für Chirurgie. Band 256, 1942, S. 128–192.
- Über den Gärungsileus. In: Deutsche Medizinische Wochenschrift. Band 69, 1943, S. 221–225.
- Über den Gehalt und die Bestimmung der Gallensäuren in Gallenflüssigkeiten des Menschen. In: Klinische Wochenschrift. 26, 1948, S. 52–55.
- Über die Entstehung der Gallenblasenentzündung. In: Langenbecks Archiv für klinische Chirurgie vereinigt mit Deutsche Zeitschrift für Chirurgie. Band 262, 1949, S. 28–39.
- Über den Darmbrand. Bericht über 124 beobachtete Fälle. In: Langenbecks Archiv für klinische Chirurgie vereinigt mit Deutsche Zeitschrift für Chirurgie. Band 265, 1950, S. 1–16.
- Megaoesophagus – Cardiospasmus. In: The Thoracic and Cardiovascular Surgeon. 4, 1956, S. 34–41.
- Erfahrungen mit der Choledochoskopie. In: Bruns’ Beiträge zur klinischen Chirurgie. Band 195, 1957, S. 251 ff.
- Diagnose und Behandlung der unvollständigen Harnblasenentleerung. Enke, Stuttgart 1962.